# Романкевич, Пётр
Пётр Романкевич (род. 24 июня 1990; СССР, Белоруссия, Минск) — белорусский и российский кикбоксер. Победитель Кубка мира в разделе К-1 (версия WAKO, 2012, 2014). Чемпион Белоруссии по Муай-Тай, чемпион Европы по кикбоксингу (версия WAKO, 2016). Чемпион мира по версии «DSF Kickboxing». Выступал на турнирах ТНА и WTKF.

## Биография
Пётр родился 24 июня 1990 года в городе Минске.
Начал заниматься тайским боксом довольно поздно — в 17 лет, в родном городе, в известном клубе «Чинук». Туда его привёл брат — тайбоксер Денис Ганчарёнок.
Пётр всегда смотрел на регалии брата и понял, что тоже нужно связать жизнь со спортом. Далее он был приведён к тренеру Василию Шишу. После этого ему понравилось и он начал продолжать свою спортивную сферу деятельности.

## Спортивные заслуги
- Победитель Кубка мира в разделе К-1 (версия WAKO, 2012)
- Победитель Кубка мира в разделе К-1 (версия WAKO, 2014)
- Чемпион Белоруссии по Муай-Тай
- Чемпион Европы по кикбоксингу (версия WAKO, 2016)
- Чемпион мира по версии «DSF Kickboxing»